# Baldos
Baldos es una freguesia portuguesa del concelho de Moimenta da Beira, con 4,16 km² de superficie y 253 habitantes (2001). Su densidad de población es de 60,8 hab/km².